# Powiat Olkuski
Der Powiat Olkuski ist ein Powiat (Kreis) im nordwestlichen Teil der polnischen Woiwodschaft Kleinpolen mit der Kreisstadt Olkusz. Er grenzt im Norden an die Woiwodschaft Schlesien und wird innerhalb Kleinpolens von den Powiaten Miechów, Krakau und Chrzanów umschlossen.

## Wappen
Beschreibung: In Rot mit goldenem Kleestängel auf den Flügeln drei goldbewehrte goldgekrönter rotgezungte silberne Adler.

## Gemeinden
Der Powiat umfasst sechs Gemeinden, davon eine Stadtgemeinde (gmina miejska), zwei Stadt-und-Land-Gemeinden (gmina miejsko-wiejska) sowie drei Landgemeinden (gmina wiejska). Dabei besitzen die Orte Bukowno, Olkusz und Wolbrom das Stadtrecht.

### Stadtgemeinde
- Bukowno

### Stadt-und-Land-Gemeinden
- Olkusz
- Wolbrom

### Landgemeinden
- Bolesław
- Klucze
- Trzyciąż